# Fabio Taborre
Fabio Taborre   (Pescara, 5 de juny de 1985 - Pescara, 12 de setembre de 2021) va ser un ciclista italià, professional des del 2009.
En el seu palmarès destaca la victòria al Memorial Marco Pantani i el Gran Premi Ciutat de Camaiore del 2011.
El juliol de 2015 va donar positiu per FG-4592, un estimulant que afavoreix la producció d'EPO al cos humà. Va ser suspès provisionalment per l'UCI i apartat de l'equip.

## Palmarès
- 2006
  - 1r a la Coppa San Sabino
- 2007
  - 1 al Gran Premi Pretola
- 2008
  - 1r al Trofeu Salvatore Morucci
- 2011
  - 1r al Gran Premi Ciutat de Camaiore
  - 1r al Memorial Marco Pantani
- 2012
  - Vencedor d'una etapa a la Volta a Àustria

### Resultats al Giro d'Itàlia
- 2011. 98è de la classificació general
- 2013. Abandona (10a etapa)